# Tauberrettersheim
Tauberrettersheim település Németországban, azon belül Bajorországban. Lakosainak száma 814 fő (2023. december 31.). Tauberrettersheim Röttingen és Weikersheim községekkel határos.

## Népesség
A település népessége az elmúlt években az alábbi módon változott:
| Lakosok száma | 707  | 865  | 819  | 754  | 872  | 877  | 872  | 852  | 857  | 814  |
|               | 1875 | 1950 | 1975 | 1987 | 2012 | 2014 | 2016 | 2017 | 2021 | 2023 |